# Sataspes tagalica
Sataspes tagalica is een vlinder uit de familie van de pijlstaarten (Sphingidae). De wetenschappelijke naam van de soort werd in 1875 gepubliceerd door Jean Baptiste Boisduval.

## Beschrijving

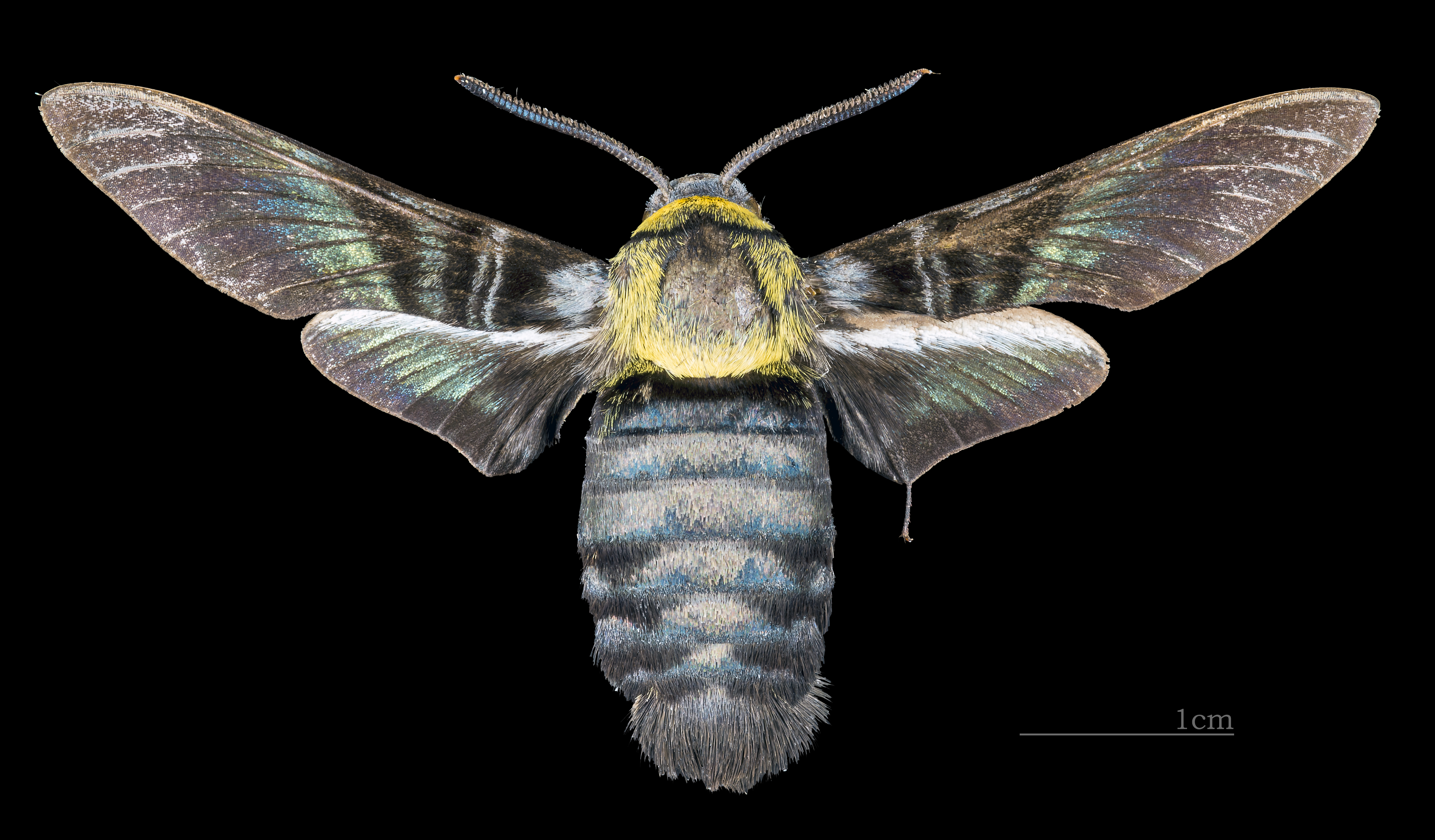
♂
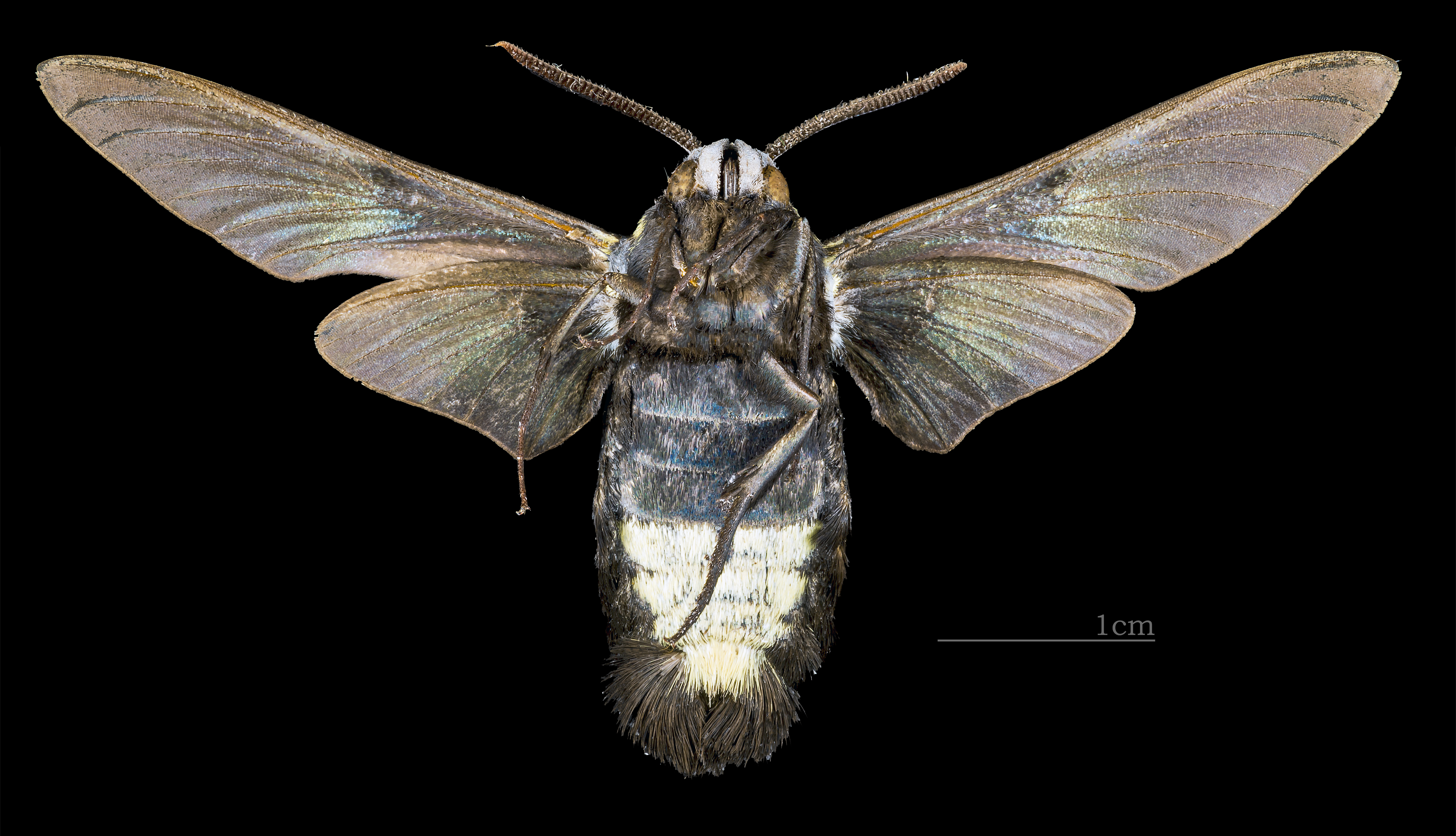
♂ △
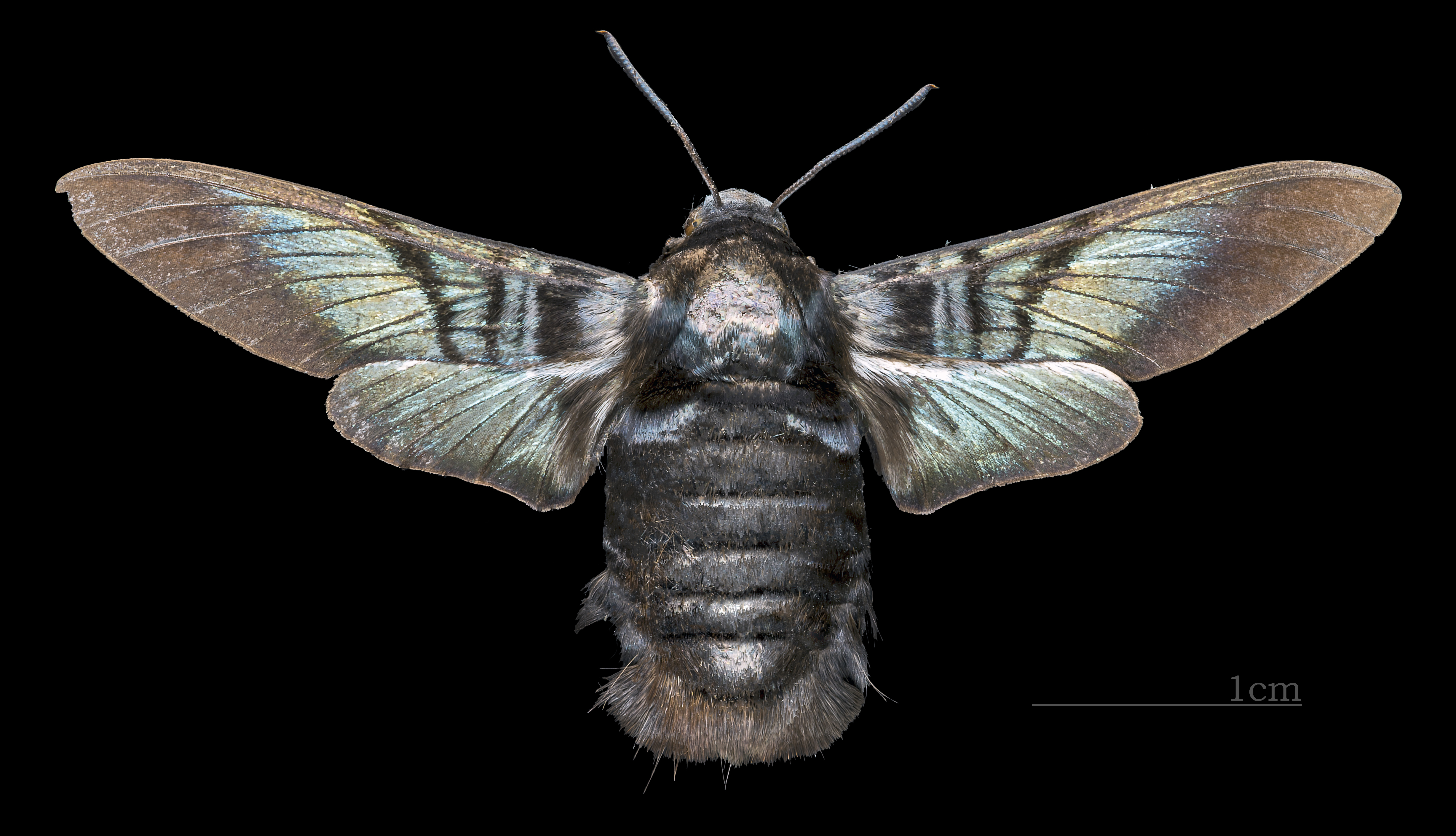
♀
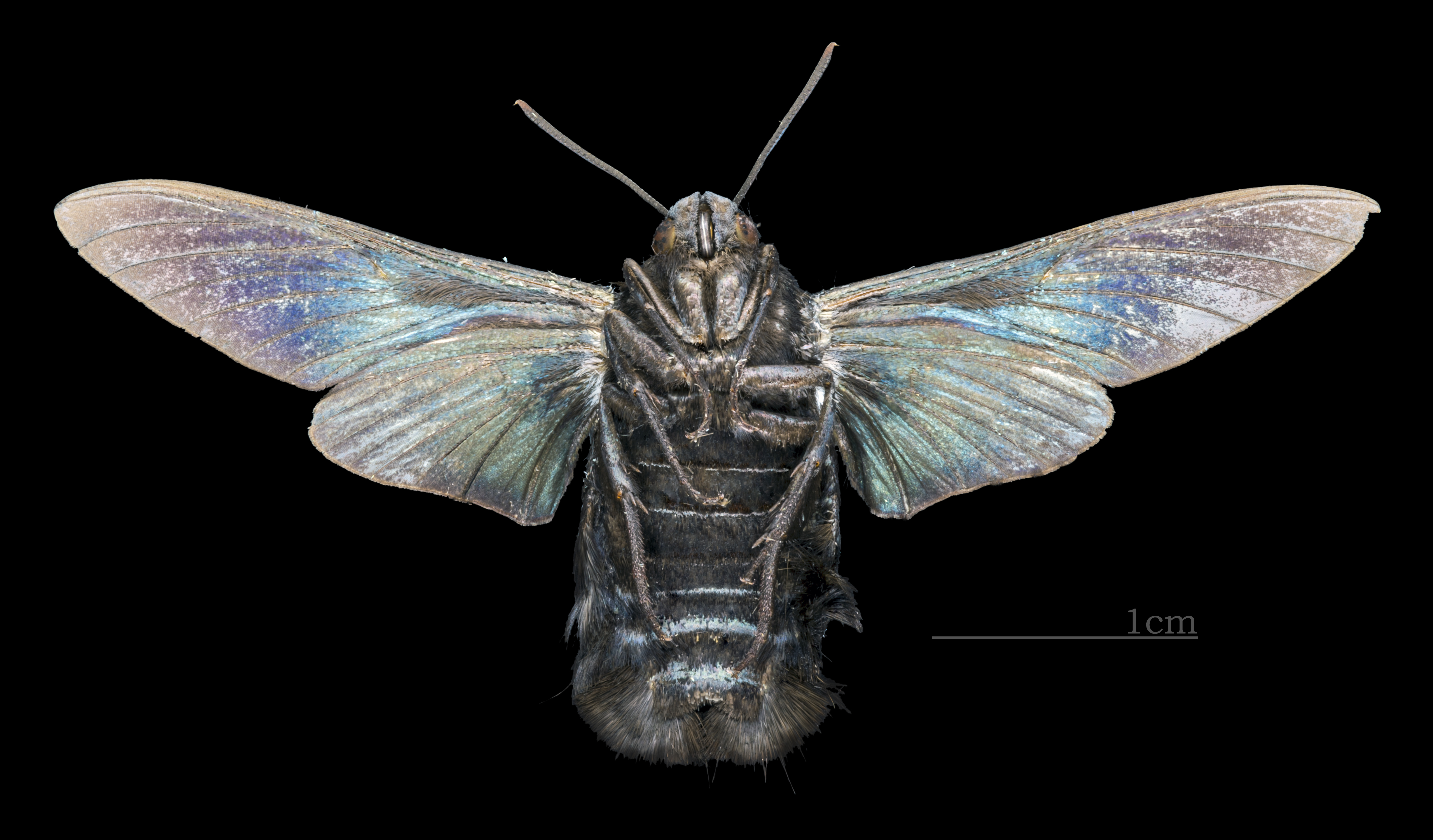
♀ △